# Отряд (фильм, 1975)
«Отряд» (англ. Posse) — американский фильм в жанре вестерн, вышедший на экраны в 1975 году. Режиссёром и исполнителем главной роли в фильме стал Кирк Дуглас.

## Сюжет
Главный герой фильма, пожилой маршал Говард Найтингейл, во главе вооружённого отряда арестовывает опасного преступника — грабителя поездов Джека Строухорна. Тому удаётся бежать, и теперь Говарду необходимо найти и схватить беглеца. На кону стоит многое: маршал уверен, что успех в этом деле обеспечит ему избрание сенатором.

## В ролях
- Кирк Дуглас — Говард Найтингейл
- Брюс Дерн — Джек Строухорн
- Дэвид Канари — Пенстеман
- Бо Хопкинс — Уэсли
- Джеймс Стейси — Хеллман
- Альфонсо Арау — Пеппе
- Мелоди Томас Скотт — Лори

## Оценки
Рецензент из The New York Times Винсент Кэнби опубликовал после премьеры «Отряда» одобрительный отзыв. Он назвал картину местами оригинальной, с похвалой отозвался о сценарии и режиссуре. Другие критики отметили, что «Отряд» в соответствии с существовавшей тогда модой стал высказыванием на актуальные политические темы. Автор статьи в немецком словаре Lexikon des internationalen Films назвал режиссуру Кирка Дугласа «дилетантской».
«Отряд» был номинирован на «Золотого медведя» на Берлинском кинофестивале 1975 года.